# Lijst van rijksmonumenten in Haarlem-Noord
De gemeente Haarlem telt 1175 inschrijvingen in het rijksmonumentenregister. Hieronder een overzicht van de rijksmonumenten die zich in Haarlem-Noord bevinden.

## Spaarndam
De plaats Spaarndam, gemeente Haarlem telt 33 inschrijvingen in het rijksmonumentenregister. Zie Lijst van rijksmonumenten in Spaarndam.

## Te Zaanenkwartier
De wijk Te Zaanenkwartier kent 1 rijksmonument. Hieronder een overzicht.
| Object         | Oorspronkelijke functie? | Bouwjaar          | Architect | Locatie    | Coördinaten?                  | Nr.?  | Afbeelding        |
| -------------- | ------------------------ | ----------------- | --------- | ---------- | ----------------------------- | ----- | ----------------- |
| Huis te Zaanen | Kasteel, buitenplaats    | 16e eeuw of ouder |           | Orionweg 1 | 52° 24' 10" NB, 4° 38' 24" OL | 19639 | Meer afbeeldingen |

## Vogelenwijk
De Vogelenwijk kent 1 rijksmonument. Hieronder een overzicht.
| Object           | Oorspronkelijke functie? | Bouwjaar | Architect | Locatie         | Coördinaten?                 | Nr.?  | Afbeelding        |
| ---------------- | ------------------------ | -------- | --------- | --------------- | ---------------------------- | ----- | ----------------- |
| Schoterrechthuis | Woonhuis                 |          |           | Vergierdeweg 52 | 52° 24' 52" NB, 4° 39' 8" OL | 19804 | Meer afbeeldingen |

## Vondelkwartier
De wijk Vondelkwartier kent 2 rijksmonumenten. Hieronder een overzicht.
| Object                      | Oorspronkelijke functie?  | Bouwjaar | Architect          | Locatie           | Coördinaten?                  | Nr.?   | Afbeelding        |
| --------------------------- | ------------------------- | -------- | ------------------ | ----------------- | ----------------------------- | ------ | ----------------- |
| Begraafplaats Akendam: aula | Begraafplaats en -onderdl | 1936     | Gijsbert Friedhoff | Vergierdeweg 271  | 52° 25' 21" NB, 4° 39' 36" OL | 513436 | Meer afbeeldingen |
| Tolgaarderswoning           | Woonhuis                  | XVIII    |                    | Slaperdijkweg 200 | 52° 25' 28" NB, 4° 39' 48" OL | 19689  | Tolgaarderswoning |

## Transvaalwijk
De Transvaalwijk kent 2 rijksmonumenten. Hieronder een overzicht.
| Object                  | Oorspronkelijke functie? | Bouwjaar     | Architect      | Locatie             | Coördinaten?                  | Nr.?   | Afbeelding        |
| ----------------------- | ------------------------ | ------------ | -------------- | ------------------- | ----------------------------- | ------ | ----------------- |
| Het Dolhuys             | Gezondheidszorg          | 14e-18e eeuw |                | Schotersingel 2     | 52° 23' 26" NB, 4° 38' 17" OL | 19688  | Meer afbeeldingen |
| Willem van Oranjeschool | Onderwijs en wetenschap  | 1921         | Tjeerd Kuipers | Rozenhagenstraat 15 | 52° 23' 19" NB, 4° 38' 45" OL | 513442 | Meer afbeeldingen |

## Ter Kleefkwartier
De wijk Ter Kleefkwartier telt een aantal inschrijvingen in het rijksmonumentenregister. Hieronder een overzicht.
| Object                                                      | Oorspronkelijke functie?  | Bouwjaar                | Architect                     | Locatie                   | Coördinaten?                  | Nr.?   | Afbeelding                                                  |
| ----------------------------------------------------------- | ------------------------- | ----------------------- | ----------------------------- | ------------------------- | ----------------------------- | ------ | ----------------------------------------------------------- |
| Schoterveense Molen                                         | Industrie- en poldermolen | waarschijnlijk 17e eeuw |                               | Heussensstraat            | 52° 23' 53" NB, 4° 37' 55" OL | 19275  | Meer afbeeldingen                                           |
| Heilig Hart Kerk                                            | Kerk en kerkonderdeel     | 1901-1902               | P.J. Bekkers                  | Kleverparkweg 15          | 52° 23' 30" NB, 4° 37' 55" OL | 19450  | Meer afbeeldingen                                           |
| Huis ter Kleef: ruïne                                       | Tuin, park en plantsoen   |                         |                               | Kleverlaan 9              | 52° 23' 45" NB, 4° 38' 5" OL  | 506216 | Meer afbeeldingen                                           |
| Huis ter Kleef: Restant voorburcht                          | Kasteel, buitenplaats     | 1560                    |                               | Kleverlaan 9              | 52° 23' 45" NB, 4° 38' 10" OL | 19449  | Meer afbeeldingen                                           |
| Huis ter Cleeff: woningblok                                 | Woonhuis                  | 1921                    | Johannes Bernardus van Loghem | Kleverlaan 91 t/m 137     | 52° 23' 45" NB, 4° 37' 60" OL | 513267 | Meer afbeeldingen                                           |
| Huis ter Cleeff: woningblok                                 | Woonhuis                  | 1921                    | Johannes Bernardus van Loghem | Kleverlaan 139 t/m 181    | 52° 23' 47" NB, 4° 37' 51" OL | 513268 | Meer afbeeldingen                                           |
| Huis ter Cleeff: woningblok                                 | Woonhuis                  | 1921                    | Johannes Bernardus van Loghem | Jan Haringstraat 1 t/m 23 | 52° 23' 49" NB, 4° 37' 45" OL | 513269 | Meer afbeeldingen                                           |
| Huis ter Cleeff: woningblok                                 | Woonhuis                  | 1921                    | Johannes Bernardus van Loghem | Marnixstraat 2 t/m 24     | 52° 23' 46" NB, 4° 38' 0" OL  | 513270 | Meer afbeeldingen                                           |
| Onder Dak: woningblok                                       | Woonhuis                  | 1921-1923               |                               | Dusartstraat 1 t/m 5      | 52° 23' 45" NB, 4° 37' 52" OL | 513272 | Onder Dak: woningblok                                       |
| Onder Dak: vrijstaande woning                               | Woonhuis                  | 1921-1923               |                               | Engelszstraat 1           | 52° 23' 43" NB, 4° 37' 54" OL | 513273 | Onder Dak: vrijstaande woning                               |
| Onder Dak: woningblok                                       | Woonhuis                  | 1921-1923               |                               | Engelszstraat 3 t/m 25    | 52° 23' 43" NB, 4° 37' 55" OL | 513274 | Meer afbeeldingen                                           |
| Onder Dak: vrijstaande woning                               | Woonhuis                  | 1921-1923               |                               | Engelszstraat 27          | 52° 23' 43" NB, 4° 37' 59" OL | 513275 | Onder Dak: vrijstaande woning                               |
| Onder Dak: dubbele woning                                   | Woonhuis                  | 1921-1923               |                               | Engelszstraat 29          | 52° 23' 44" NB, 4° 37' 60" OL | 513276 | Meer afbeeldingen                                           |
| Onder Dak: vrijstaande woning                               | Woonhuis                  | 1921-1923               |                               | Hedastraat 20             | 52° 23' 44" NB, 4° 37' 52" OL | 513277 | Onder Dak: vrijstaande woning                               |
| Onder Dak: woningblok                                       | Woonhuis                  | 1921-1923               |                               | Hedastraat 22 t/m 40      | 52° 23' 44" NB, 4° 37' 53" OL | 513278 | Meer afbeeldingen                                           |
| Onder Dak: vrijstaande woning                               | Woonhuis                  | 1921-1923               |                               | Kleverlaan 88             | 52° 23' 44" NB, 4° 37' 59" OL | 513279 | Onder Dak: vrijstaande woning                               |
| Onder Dak: woningblok                                       | Woonhuis                  | 1921-1923               |                               | Kleverlaan 90 t/m 96      | 52° 23' 44" NB, 4° 37' 58" OL | 513280 | Onder Dak: woningblok                                       |
| Onder Dak: woningblok                                       | Woonhuis                  | 1921-1923               |                               | Kleverlaan 98 t/m 116     | 52° 23' 44" NB, 4° 37' 57" OL | 513281 | Meer afbeeldingen                                           |
| Onder Dak: woningblok                                       | Woonhuis                  | 1921-1923               |                               | Kleverlaan 118 t/m 124    | 52° 23' 45" NB, 4° 37' 54" OL | 513282 | Onder Dak: woningblok                                       |
| Onder Dak: vrijstaande woning                               | Woonhuis                  | 1921-1923               |                               | Kleverlaan 126            | 52° 23' 46" NB, 4° 37' 52" OL | 513283 | Onder Dak: vrijstaande woning                               |
| Onder Dak: sculptuur                                        | Gedenkteken               | 1921-1923               |                               | Kleverlaan bij nr 106     | 52° 23' 45" NB, 4° 37' 56" OL | 513284 | Meer afbeeldingen                                           |
| Ripperdakazerne: hoofdgebouw                                | Militair verblijfsgebouw  | 1883-1884               |                               | Schoterweg 71             | 52° 23' 39" NB, 4° 38' 15" OL | 513325 | Meer afbeeldingen                                           |
| Ripperdakazerne: foeragegebouw                              | Militaire opslagplaats    | 1883-1884               |                               | Schoterweg 71             | 52° 23' 41" NB, 4° 38' 17" OL | 513326 | Meer afbeeldingen                                           |
| Ripperdakazerne: manege en vier paardenstallen              | Bijgebouwen               | 1883-1884               |                               | Schoterweg 71             | 52° 23' 38" NB, 4° 38' 9" OL  | 513327 | Meer afbeeldingen                                           |
| Ripperdakazerne: hoefsmederij                               | Nijverheid                | 1883-1884               |                               | Karabiniersstraat 20      | 52° 23' 41" NB, 4° 38' 9" OL  | 513328 | Meer afbeeldingen                                           |
| Ripperdakazerne: tweede overdekte rijbaan                   | Bijgebouwen               | 1907                    |                               | Schoterweg 71             | 52° 23' 36" NB, 4° 38' 10" OL | 513329 | Meer afbeeldingen                                           |
| Ripperdakazerne: dienstwoning                               | Dienstwoning              | 1883-1884               |                               | Saenredamstraat 53 t/m 61 | 52° 23' 33" NB, 4° 38' 13" OL | 513331 | Meer afbeeldingen                                           |
| Ripperdakazerne: dienstwoning                               | Dienstwoning              | 1883                    |                               | Saenredamstraat 63 t/m 69 | 52° 23' 33" NB, 4° 38' 12" OL | 513332 | Meer afbeeldingen                                           |
| Ripperdakazerne: dienstwoning                               | Dienstwoning              | 1883-1884               |                               | Saenredamstraat 73 t/m 75 | 52° 23' 34" NB, 4° 38' 9" OL  | 513333 | Meer afbeeldingen                                           |
| Ripperdakazerne: dienstwoning                               | Dienstwoning              | 1883-1884               |                               | Saenredamstraat 77 t/m 85 | 52° 23' 34" NB, 4° 38' 7" OL  | 513334 | Meer afbeeldingen                                           |
| Ripperdakazerne: dienstwoning                               | Dienstwoning              | 1883-1884               |                               | Saenredamstraat 87 t/m 95 | 52° 23' 35" NB, 4° 38' 7" OL  | 513335 | Meer afbeeldingen                                           |
| Coöperatie Vooruitgang (voormalige Brood- en banketfabriek) | Industrie                 | 1927                    |                               | Meester Cornelisstraat 7  | 52° 23' 37" NB, 4° 37' 53" OL | 513354 | Coöperatie Vooruitgang (voormalige Brood- en banketfabriek) |

## Begraafplaats Kleverlaan
De Begraafplaats Kleverlaan in de Kweektuinbuurt telt 15 inschrijvingen in het rijksmonumentenregister. Zie Lijst van rijksmonumenten op Begraafplaats Kleverlaan voor een overzicht.

## Voormalige rijksmonumenten
| Object     | Toelichting                           | Oorspronkelijke functie? | Bouwjaar | Architect             | Locatie          | Coördinaten?                  | Nr.?   | Afbeelding        |
| ---------- | ------------------------------------- | ------------------------ | -------- | --------------------- | ---------------- | ----------------------------- | ------ | ----------------- |
| Koningkerk | De kerk is op 23 maart 2003 afgebrand | Kerk en kerkonderdeel    | 1927     | Berend Tobia Boeyinga | Kloppersingel 57 | 52° 23' 24" NB, 4° 38' 34" OL | 513395 | Meer afbeeldingen |